# 模造刀
模造刀（もぞうとう）とは、刀剣類たる刀の模造品。居合いなどの武道用、装飾や観賞用の刀剣類は、区別のため模擬刀と呼ばれることもある。
狭義には銃砲刀剣類所持等取締法施行規則（昭和33年総理府令第16号）第17条の4に規定する「刀又はあいくちに著しく類似する形態を有するもの」をいう。本項ではこの法的規制の対象となる模造刀剣類を中心に述べる。

## 日本での法的定義

### 法令
日本では銃砲刀剣類所持等取締法（昭和三十三年法律第六号）で次のように定められている。
銃砲刀剣類所持等取締法（昭和三十三年法律第六号）
第二十二条の四 （模造刀剣類の携帯の禁止）「何人も、業務その他正当な理由による場合を除いては、模造刀剣類（金属で作られ、かつ、刀剣類に著しく類似する形態を有する物で内閣府令で定めるものをいう。）を携帯してはならない。」。
内閣府（旧総理府）令は次のように定める。
銃砲刀剣類所持等取締法施行規則（昭和三十三年総理府令第十六号）
第百四条 （模造刀剣類）「法第二十二条の四の模造刀剣類について内閣府令で定めるものは、刀、剣、やり、なぎなた若しくはあいくちに著しく類似する形態を有するもの又は飛出しナイフに著しく類似する形態及び構造を有するものとする。」
1970年（昭和45年）のよど号ハイジャック事件を機に規制された。
なお、銃砲刀剣類所持等取締法第三十五条により、違反者は20万円以下の罰金に処せられる。

### 刀剣類との区別
銃砲刀剣類所持等取締法では「刀剣類」とは、刃渡り15センチメートル以上の刀、刃渡り5.5センチメートル以上の剣等をいうとされている（銃砲刀剣類所持等取締法2条2項）。「刀剣類」の要素は鋼質性及び武器性にあるとされ、この二つが「刀剣類」と「模造刀剣類」を区別する重要な要素とされている。
日本刀を模した鋼質性のもの、大日本帝国陸軍、大日本帝国海軍の軍刀の一部（工業的量産刀身、鋼質性の指揮刀、儀礼刀など）は真性の刀剣類とされる。判例によれば、たとえ刃が付けられていないものであっても、鋼質性であり容易な加工で本来の用途に使用できるものは真性の刀剣類と解されている。これらは従来、軍刀、昭和スプリング、指揮刀、儀仗刀、儀礼刀などと呼称されてきたが、観念的に模造刀、模倣刀と呼ばれることもある。基本的に美術品などとして教育委員会の登録証交付対象とはならないが、軍刀の場合は戦後間もない頃に遺品として例外的に登録証を交付されたものも存在する。また、一定の条件を満たせば公安委員会の所持許可の対象となる場合もある。

### 条例による規制
模造刀（銃砲刀剣類所持等取締法施行規則に規定するもの）については、条例で青少年（18歳未満）への販売や貸し付けなどが禁止されている場合がある（京都府の青少年の健全な育成に関する条例第14条の2など）。

## 輸出入の規制
模造刀に関しては輸入が禁止されている国もある。
- イギリス[9]
- イタリア[10]
- トルコ[11]
- フィリピン[12]